# Arsenal Stadium
Arsenal Stadium, beter bekend als Highbury, gebouwd in 1913, was het voormalige stadion van Londense voetbalclub Arsenal. Het lag in de gelijknamige wijk in de Britse hoofdstad. Highbury stond bekend om zijn erg kleine (101 bij 67 meter), maar goed bijgehouden veld. Begin 2006 verhuisde Arsenal naar het Emirates Stadium. Het oude stadion maakte plaats voor woningen. De gevels van de East Stand en West Stand bleven bestaan als voorgevel van appartementencomplexen, vanwege de historisch belangrijke art-deco-invloeden.
Het oorspronkelijke stadion werd ontworpen door de bekende voetbalarchitect Archibald Leitch en had een design zoals veel stadions in het Verenigd Koninkrijk op dat moment, met een overdekte tribune en drie openluchtterrassen. Het hele stadion onderging in de jaren 30 enkele enorme vernieuwingen: nieuwe Art-Deco West- en Oosttribunes werden gebouwd, de opening in respectievelijk 1932 en 1936, en er werd een dak toegevoegd aan de North Bank-tribune, dat werd gebombardeerd tijdens de Tweede Wereldoorlog en niet werd hersteld tot 1954.
Het stadion had een capaciteit van 38.500 zitplaatsen (12.500 op de North Bank, 11.000 op de West Stand, 9000 op de East Stand en 6.000 op het Clock End, waar de harde kern geplaatst is). Het stadion heeft twee grote schermen in de zuidoostelijke en noordwestelijke hoek.
Het toeschouwersrecord stamt uit 1935, tijdens de wedstrijd van Arsenal tegen Sunderland. Er werden 72.395 toeschouwers geregistreerd. Tot begin jaren 90 van de vorige eeuw had het stadion een capaciteit van 57.000 toeschouwers. Het Taylor Report en de Premier League regelgeving verplichtten de club om het stadion aan te passen tot een stadion met enkel zitplaatsen voor het begin van het seizoen 1993-94, waardoor de capaciteit naar 38.419, weliswaar zittende, toeschouwers verlaagd werd. De capaciteit moest worden verlaagd om tijdens de Champions League wedstrijden extra reclameborden te kunnen plaatsen. De capaciteit moest zo veel verlaagd worden dat voor twee seizoenen, van 1998 tot 2000, Arsenal zijn Champions League thuiswedstrijden op Wembley speelde, waar plek was voor meer dan 70.000 toeschouwers.
Een uitbreiding van Highbury was beperkt omdat de East Stand was aangewezen als een monumentaal pand en de drie andere tribunes waren dicht bij andere woningen. Deze beperkingen verhinderden de club van maximale inkomsten waardoor het gevaar bestond de aansluiting met de andere topclubs te verliezen. Vandaar dat er een nieuw stadion kwam, op zo'n 500 meter van Highbury. 